# Pierre Vouland
Pour les articles homonymes, voir Vouland.
Pierre Vouland est un romaniste français et un majoral du félibrige né le 18 janvier 1930 à Caumont-sur-Durance et mort le 8 février 2015 à Cannes.

## Biographie
Pierre Vouland naît le 18 janvier 1930 à Caumont-sur-Durance où ses parents tiennent un bar nommé en provençal Lou Cabaret Nòu. 
Agrégé d'italien, docteur ès-lettres et sciences humaines diplômé de la Sorbonne, il enseigne la langue et la culture régionales à la faculté des lettres de Nice. 
Il vit à Cannes où il est conseiller municipal de 1983 à 1989 sous le mandat d'Anne-Marie Dupuy puis adjoint au maire dans l'équipe de Bernard Brochand de 2001 à 2008 et où il fonde « Cannes Université »,. En 2019, l'allée qui mène de l'embarcadère au Fort royal de l'île Sainte-Marguerite au large de Cannes est nommée allée Pierre-Vouland par David Lisnard, en présence de Gilles Désécot, majoral du Félibrige.
Félibre mainteneur depuis 1970, il s'inscrit dans la lignée des Jouveau. Il est élu majoral en 1978 dans la cigale de Porchères et fut également baile du Félibrige de 1992 à 2000,. Proche du mouvement Parlarèn, il écrit des textes pour Guy Bonnet, notamment  La Pastouralo dis enfant de Prouvènço créée avec la maîtrise de l'Opéra d'Avignon.
Son nom est donné en 2014 à la bibliothèque municipale de Caumont-sur-Durance installée dans sa maison natale.
Il meurt le 8 février 2015 à Cannes. La cérémonie religieuse de ses obsèques est organisée en l'église Notre-Dame des Pins. Il est inhumé dans le caveau familial du cimetière de Caumont-sur-Durance.

## Publications

### Ouvrages
- Étude de toponymie régionale : origine, signification et histoire des noms de lieux de Cannes et du bassin cannois, Cannes, Archives Ville de Cannes, 2010, 304 p. (ISBN 978-2-9162-6117-1, BNF 42231608)
- Du provençal rhodanien parlé à l'écrit mistralien : précis d'analyse structurale et comparée (préf. Jean-Philippe Dalbera), Aix-en-Provence, Édisud, 2005, 206 p. (ISBN 2-7449-0544-5, BNF 39961715)
- Se parlaves prouvençau : roudanen, maritime, gavouot, nissart : [1er niveau], Nice, Centre régional de documentation pédagogique, 1993, 3e édition revue et augmentée (la page de titre porte : "4e éd.") éd. (1re éd. 1983), 179 p. (ISBN 2-86629-017-8 (édité erroné), BNF 35705335)
- Se parlaves prouvençau : roudanen, maritime, gavouot, nissart : [2e niveau] (ill. Mirèio Maestre), Nice, CRDP, 1988, 195 p. (ISBN 2-86629-094-1, BNF 34933755)
- Étude d'anthroponymie provençale : les noms de personnes dans la Provence orientale aux XIIIe, XIVe et XVe siècles, Lille, ANRT, 1984, microfiches (ISSN 0294-1767, BNF 36105826)
- La pipe-line : roman provençal, Paris, Julliard, 1972 (BNF 35424737), p. 349, lire en ligne sur Gallica

### Articles
- « Les “gynéconymes” ou la formation des noms d'épouse en Provence au Moyen Âge », Onomastique et histoire - Onomastique littéraire. Actes du Colloque d'onomastique d'Aix-en-Provence (octobre 1994), Paris, Société française d'onomastique,‎ 1998, p. 263-268 (lire en ligne)